# Charles Bonham-Carter
Sir Charles Bonham-Carter, britanski general, * 1876, † 1955.